# Équipe de jour, équipe de nuit
Pour plus de détails, voir Fiche technique et Distribution.
Équipe de jour, équipe de nuit (Sheep Ahoy en anglais) est un cartoon américain Merrie Melodies de 1954 réalisé par Chuck Jones mettant en scène Ralph et Sam.